# 仙台市立遠見塚小学校
仙台市立遠見塚小学校（せんだいしりつ とおみづかしょうがっこう）は、宮城県仙台市若林区にある公立小学校である。

## 概要
市中心部に近い住宅地であり，若林区役所は徒歩15分のところにあります。仙台駅からは3km圏内にある。

## 沿革
- 1967年（昭和42年）4月1日 - 開校[2]
- 1977年（昭和52年）4月1日 - 仙台市立沖野小学校が分離開校[3]
- 1981年（昭和56年）4月1日 - 仙台市立蒲町小学校が分離開校[4]

## 学区
- 遠見塚東、遠見塚、古城3丁目の一部、南小泉4丁目[5]

## 卒業後
- 南小泉中学校へ進学する[5]。